# Yovkov Point
Der Yovkov Point (englisch; bulgarisch Йовков нос Jowkow nos) ist eine Landspitze an der Südwestküste von Greenwich Island im Archipel der Südlichen Shetlandinseln. Sie liegt 3,6 km südöstlich des Kersebleptes-Nunataks, 2,2 km südsüdwestlich des Lloyd Hill, 2,8 km südwestlich des Tile Ridge und 2,1 km westnordwestlich des Hebrizelm Hill. Die Landspitze markiert die nordwestliche Begrenzung der Einfahrt zur Kramolin Cove.
Bulgarische Wissenschaftler kartierten sie zwischen 2004 und 2005 im Zuge der Vermessung der Tangra Mountains auf der benachbarten Livingston-Insel. Die bulgarische Kommission für Antarktische Geographische Namen benannte sie 2006 nach dem bulgarischen Schriftsteller Jordan Jowkow (1880–1937).